# Interpol Chamando Rio
Interpol chamando Rio (com o nome internacional de "Interpol llamando a Río"), é um filme de suspense com produção brasileira e argentina produzido em 1961 e lançado oficialmente  em 1964. O filme foi exibido em 10 de fevereiro de 1964, em na cidade de São Paulo, também anteriormente exibido nos circuitos de cinema do Rio de Janeiro, Jussara, Pigalle, Vila Prudente, Singapura e Arca.

## Enredo
Um trio de marginais resolvem um dia assaltar uma indústria, quando de repente, no meio do assalto acontece uma grande explosão, morrendo assim um integrante do grupo. Com o dinheiro do assalto e uma prostituta o resto dos criminosos foge para o Rio de Janeiro, sendo procurados pela Interpol.

## Elenco
- Arnaldo Montel
- Esther Mellinger
- José Policena
- Julia Sandoval
- Tito Alonso
- Enrique Kossi